# Alfred von Struve
Alfred von Struve (* 5. Oktober 1845 in Pulkowo; † 4. Dezember 1916 in Petrograd) war ein russischer Chemiker, Bergingenieur und Geologe deutsch-baltischer Abstammung.

## Leben

### Herkunft und Familie
Alfred von Struve wurde als Sohn des deutsch-baltischen Astronomen Otto Wilhelm von Struve geboren. Sein Großvater war der deutsche Astronom Friedrich Georg Wilhelm Struve.
Alfred von Struve war seit 1873 mit Auguste Bergsträsser verheiratet. Aus der Ehe gingen drei Töchter und ein Sohn hervor.

### Werdegang
In Russland aufgewachsen, studierte er vom Sommersemester 1863 bis zum Sommersemester 1865 am Polytechnikum Karlsruhe Chemie. Hier wurde er 1863 Mitglied der Livonia Karlsruhe und gehörte 1864 zu den Stiftern der Baltica Karlsruhe. Zum Wintersemester 1865 ging er an die Kaiserliche Universität Dorpat. Zum Wintersemester 1866 wechselte er an das Berginstitut Petersburg, das er im Mai 1869 als Bergbauingenieur verließ.
Nach Abschluss des Studiums war von Struve bis 1875 leitender Bergingenieur bei der Steinkohlen-Gesellschaft Tschulkow im Gouvernement Rjasan in Russland, unterbrochen von privaten Arbeiten zwischen 1871 und 1873 in Sankt Petersburg. Von 1876 bis 1883 war er Chefgeologe für die Anfertigung der geologischen Karte des Moskauer Kohlenbeckens. Anschließend war er bis 1885 bei verschiedenen Kohlengruben in Russland tätig, um sich bis 1887 abermals privaten Arbeiten in Sankt Petersburg zu widmen. Von 1887 bis 1896 war er Oberkontrolleur der Regierung beim Bau eines Tunnels im Kaukasus und einer Eisenbahn in Russland. Von 1896 bis 1898 führte er abermals diverse geologische Privatarbeiten in Sankt Petersburg durch, zu denen auch die Entdeckung und Beschreibung der prähistorischen Gattung Chaetetipora Struve gehörte. Nebenher war er von 1890 bis 1906 konsultierender Bergingenieur der Kupferhütte Kedabeck der Fa. Siemens im Kaukasus. 1906 trat er in den Ruhestand.

## Auszeichnungen
- Alfred von Struve wurde zum Russischen Staatsrat ernannt.
- Nach ihm wurde die von ihm 1897 entdeckte und 1898 beschriebene prähistorische Gattung Chaetetipora Struve benannt.[1]

## Schriften
- Über die Schichtenfolge in den Carbonablagerungen im südlichen Theile des Moskauer Kohlenbeckens, 1886
- Geologische Karte des Moskauer Kohlenbeckens, 1893
- Beitrag zur Kenntnis des festen Gerüstes der Steinkorallen, 1898